# ستانلي ماثيوس
ستانلي ماثيوس (بالإنجليزية: Stanley Matthews)‏ (1 فبراير 1915 – 23 فبراير 2000) هو لاعب ومدرب كرة قدم بريطاني سابق. لعب في مركز الهجوم، ويعد أحد أعظم اللاعبين في الكرة البريطانية. كما أنه اللاعب الوحيد الذي حصل على لقب فارس في أثناء فترة نشاطه بصفة لاعب كرة قدم، فضلاً عن كونه الفائز الأول بجائزة الكرة الذهبية وجائزة أفضل لاعب في إنجلترا من اتحاد كتاب كرة القدم، لُقّبَ بالساحر وساحر المراوغة.
حافظ ماثيوس على لياقته الكافية للّعب في أعلى مستوى احترافي حتى بلغ 50 عامًا، كان أيضًا أكبر لاعب يلعب في دوري الدرجة الأولى في إنجلترا (50 عامًا و5 أيام)، وأكبر لاعب يمثل منتخب بلاده (42 عامًا و104 يومًا)، كما كان أيضًا أحد أوائل من أدخلوا لقاعة مشاهير كرة القدم الإنجليزية في عام 2002 لتكريم مساهمته في الكرة الإنجليزية.
أمضى ماثيوس 19 عامًا مع ستوك سيتي، لعب فيها مع الفريق من عام 1932 إلى عام 1947، لعب خلالها في 262 مباراة وسجل 51 هدفًا. ومرة أخرى من عام 1961 إلى عام 1965 وشارك في 59 مباراة وسجل 3 أهداف. ساعد ستوك في الحصول على لقب الدرجة الثانية في موسم 1932-1933 وموسم 1962-1963. بين فترتيه في ستوك سيتي أمضى 14 عامًا مع نادي بلاكبول، بعد أن كان النادي في الجانب الخاسر في نهائيات كأس الاتحاد الإنجليزي 1948 و1951، ساعده ماثيوس على الفوز بالكأس بأداء شخصي رائع في «نهائي ماثيوس» عام 1953. في عام 1956، حصل على جائزة الكرة الذهبية الافتتاحية، وهي جائزة تُمنح لأفضل لاعب كرة قدم أوروبي كل عام. لعب مع منتخب بلاده من عام 1934 حتى عام 1957، وشارك في 54 مباراة وسجل 11 هدفًا، ولعب في كأس العالم عام 1950، وعام 1954، وفاز بتسعة ألقاب في بطولة إنجلترا المحلية.
درب نادي بورت فايل منذ عام 1965 حتى عام 1968، بعد فترة فاشلة في منصب المدير العام لبورت فايل بين عامي 1965 و1968، سافر حول العالم، ودرّب هواة متحمسين. جاءت أبرز خبراته التدريبية في عام 1975 في جنوب إفريقيا، إذ أسّس فريقًا مكونًا من السود بالكامل في سويتو يُعرف باسم «رجال ستان»، مع أن قوانين الفصل العنصري كانت قاسية في ذلك الوقت.

## الأسرة والحياة المبكرة
ولد ستانلي ماثيوس في 1 فبراير 1915 في شارع سيمور، في بلدة هانلي التي اندمجت لتشكيل مدينة ستوك أون ترينت في مقاطعة ستافوردشاير. كان الثالث من بين أربعة أبناء ولدوا لجاك ماثيوس، وهو ملاكم محلي معروف باسم «حلاق هانلي المقاتل». في صيف عام 1921، اصطحب جاك ماثيوس ستانلي البالغ من العمر ست سنوات إلى ملعب فيكتوريا، ملعب نادي ستوك سيتي المحلي، لسباق مفتوح للأولاد الذين تقل أعمارهم عن 14 عامًا، مع بداية مذهلة وفقًا للعمر. وضع والده رهانًا على فوز ابنه، وقد فعل ذلك. التحق ماثيوس بمدرسة هانلي ويلينجتون رود، ووصف نفسه فيما بعد بأنه «تلميذ نموذجي في كثير من النواحي». وقال أيضًا إن ألعاب الركل التي لعبها الأطفال ساعدت في تحسين مراوغته، وأعدت الأطفال للحياة المستقبلية من خلال منحهم «التركيز والهدف والانضباط، وفي كثير من النواحي الهروب». قضى أيضًا «ساعات لا تحصى» في المنزل يتدرب على المراوغة حول كراسي المطبخ التي وضعها في الفناء الخلفي لمنزله.
على الرغم من أنه أصبح لاحقًا مرتبطًا بشكل لا يمحى مع ستوك سيتي، نشأ ماثيوس وهو يدعم المنافس المحلي لذلك النادي (بورت فايل). أراد والده أن يسير على خطاه وأن يصبح ملاكمًا، لكن ستانلي قرر في سن 13 عامًا أنه يريد أن يصبح لاعب كرة قدم. بعد جلسة تدريبية صارمة جعلت ماثيوس يتقيأ، وقفت والدته إليزابيث حازمة وجعلت جاك يدرك أن ابنه، الذي قضى عامًا إضافيًا في المدرسة، يجب أن يتبع شغفه بكرة القدم. أقر والده بأنه إذا اُختِير للانضمام إلى فريق إنجلترا سكول بويز، فيمكنه مواصلة مسيرته الكروية؛ في هذا الوقت تقريبًا، اختار معلم كرة القدم في المدرسة ماثيوس باعتباره يمينًا خارجيًا، بدلاً من وضعه في موقعه المفضل في ذلك الوقت في نصف الوسط. لعب ماثيوس لفريق إنجلترا سكول بويز ضد ويلز في عام 1929، أمام حوالي 20 ألف متفرج في دين كورت، بورنماوث.

## مهنة اللعب

### ستوك سيتي

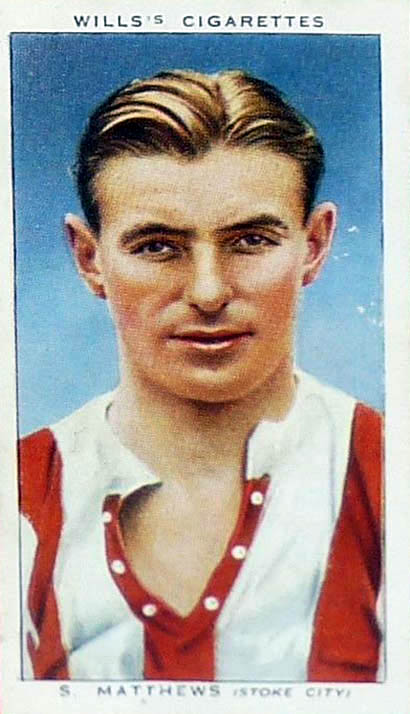
ماثيوس على بطاقة كرة قدم عام 1939

أُشيع أن ولفرهامبتون واندرارز وبرمنغهام سيتي وأستون فيلا وويست بروميتش ألبيون كانوا مهتمين بماثيوس في أعقاب ظهوره مع فريق إنجلترا سكول بويز. أقنع مديرُ ستوك سيتي (توم ماثر) والدَ ماثيوس بالسماح لابنه بالانضمام إلى فريق عمل ناديه كصبي مكتب في عيد ميلاده الخامس عشر مقابل أجر قدره جنيه إسترليني واحد في الأسبوع. لعب ماثيوس لفريق ستوك الاحتياطي خلال موسم 1930-1931، إذ ظهر أولاً ضد بيرنلي. بعد المباراة قدم والده تقييمه الواقعي المعتاد: «لقد رأيت أنك تلعب بشكل أفضل ورأيتك تلعب بشكل أسوأ».
لعب ماثيوس 22 مباراة احتياطيًا في موسم 1931-1932، متجنبًا المشهد الاجتماعي للتركيز على تحسين لعبه. في إحدى هذه المباريات، ضد مانشستر سيتي، حاول الجري في مركز الظهير الأيسر ومواجهته بانحراف ماهر حيث ألزم المدافع نفسه بالتحدي، بدلاً من اتباع الحكمة المقبولة في اليوم الذي كان عليه الانتظار أولاً للمدافع للركض نحو المهاجم، كان أسلوبه الجديد ناجحًا. كانت الصحافة الوطنية تتنبأ بمستقبل مشرق للمراهق، وعلى الرغم من أنه كان من الممكن أن ينضم بعد ذلك إلى أي ناد في البلاد، فقد وقع كمحترف مع ستوك في عيد ميلاده السابع عشر. دفع الحد الأقصى للأجر وهو 5 جنيهات إسترلينية في الأسبوع (3 جنيهات إسترلينية في العطلة الصيفية)، وكان يتقاضى نفس الأجر الذي يحصل عليه المحترفون المخضرمون قبل أن يركل الكرة. على الرغم من ذلك، أصر والده على أن يدخر ماثيوس هذا المال، وأن ينفق فقط أي أموال إضافية ربحها. ظهر أول مرة مع فريقه ضد نادي بوري في غيغ لين في 19 مارس 1932؛ فاز ستوك سيتي بالمباراة 1-0 وتعلم ماثيوس مهارات جديدة في اللعب.
بعد أن أمضى فترة تدريب ما قبل الموسم 1932-1933 بشكل مكثف بنفسه (على عكس لعب الجولف مع زملائه في الفريق)، اختار ماثر ماثيوس في 15 مباراة، وهو ما يكفي لكسبه في ميدالية الفائزين بعد أن توج ستوك بأبطال دوري الدرجة الثانية بفارق نقطة واحدة عن توتنهام هوتسبر. في 4 مارس 1933، سجل أول هدف كبير له في المباراة التي انتهت بفوز فريقه 3-1 على المنافس المحلي بورت فايل في ملعب أولد ريكريشن [الإنجليزية].
لعب 29 مباراة في دوري الدرجة الأولى في موسم 1933-1934، حيث ضمن ستوك مركزه في الدرجة الأولى بحصوله على المركز الثاني عشر. أضاف ماثيوس ميدالية الفائزين بكأس ستافوردشاير للكبار في عام 1934. واصل التقدم في موسم 1934–35، واختاره اتحاد كرة القدم لمباراة بين الدوري مع الدوري الأيرلندي في ملعب أوفال في بلفاست، والتي انتهت 6-1 أمام الإنجليز. تبع ذلك ظهوره الأول في إنجلترا، وكذلك مباراة أخرى في دوري كرة القدم ضد الدوري الإسكتلندي. أنهى ستوك سيتي الموسم في المركز العاشر.
استمر ماثيوس في التحسّن في موسم 1935-1936 وأضاف تقنية انحراف الجسم المزدوج إلى ترسانته المتزايدة من الحيل. خارج الصورة الدولية إلى حد كبير، وضع في 45 مباراة لنادي ستوك إذ احتل ستوك المركز الرابع تحت قيادة بوب ماكغروري، وهو أفضل إنجاز للنادي على الإطلاق. لعب 42 مباراة في موسم 1936-1937، بما في ذلك المباراة التي انتهت بالفوز برقم قياسي للفوز 10-3 على وست بروميتش في ملعب فيكتوريا. في نهاية الموسم، حصل على مكافأة ولاء قدرها 650 جنيهًا إسترلينيًا، على الرغم من أن مجلس إدارة ستوك أصر في البداية على أنه كان مستحقًا 500 جنيه إسترليني فقط لأنه قضى أول عامين له في النادي كهاوي، ترك هذا الموقف طعمًا سيئًا في فم ماثيوس.
تراجع ستوك في الدوري في موسم ضيق للغاية من 1937 إلى 1938، وبسبب الانزعاج من الشائعات التي انتشرت في غرفة الملابس ضده بسبب نجاحه في إنجلترا، طلب ماثيوس الانتقال في فبراير؛ ولكن طلبه رُفض. أصبح طلبه معروفًا للعامة، وانزعاجه من الاهتمام والمضايقات التي كان يتلقاها من أنصار ستوك الذين حثوه على البقاء، قرر ماثيوس أخذ إجازة لبضعة أيام من النادي للاسترخاء في بلاكبول. أخبر ألبرت بوث رئيس نادي ستوك ماثيوس أنه لن يُسمح له بمغادرة النادي لعدم العثور على الاستقرار هناك أيضًا، ونظم 3000 من أنصار سيتي اجتماعاً للتعبير عن مشاعرهم، طالبوا أيضًا ببقائه. تأثر ماثيوس بقوّة إحساسهم وإرهاقهم من الاهتمام الذي تلقاه، ووافق على البقاء. على الرغم من اللعب المنتظم للمنتخب الوطني، خاض ماثيوس 38 مباراة مع ستوك في موسم 1938-1939، مما ساعده على الوصول إلى المركز السابع، لن يكون هناك موسم كامل آخر من مباريات دوري كرة القدم حتى عام 1946.

### زمن الحرب
كلفت الحرب ماثيوس حياته المهنية من سن 24 إلى 30 عامًا. وبدلاً من ذلك انضم إلى سلاح الجو الملكي، وكان مقره خارج بلاكبول مباشرةً، مع إيفور باول ضابط صفه. ارتقى إلى رتبة عريف على الرغم من أنه اعترف بأنه أحد ضباط الصف الأكثر تساهلاً في القوات. لعب 69 مباراة في الدوري والكأس في زمن الحرب لصالح ستوك، كما شارك في 87 مباراة ضيفًا مع بلاكبول. بالإضافة إلى ذلك، لعب أيضًا عددًا قليلاً من المباريات للفرق الاسكتلندية نادي أردريونيانز ونادي غرينوك مورتون ونادي رينجرز، إذ حصل على ميدالية الفائزين في الكأس الخيرية، ولعب أيضًا مع نادي أرسنال ضد دينامو موسكو في ضباب كثيف جدا. كما لعب 29 مباراة مع إنجلترا، على الرغم من عدم منح أي مباراة دولية لأن هذه كانت مباريات غير رسمية. واحدة من المباريات الأخيرة في تلك الفترة كانت مباراة إياب الجولة السادسة من كأس الاتحاد الإنجليزي بين ستوك وبولتون واندرارز. انتهت المباراة بمأساة فيما سيعرف باسم كارثة بيرندين بارك - قتل 33 شخصًا وأصيب 500 آخرون. أرسل ماثيوس 30 جنيهًا إسترلينيًا إلى صندوق الكوارث ولم يستطع إحضار نفسه للتدريب لعدة أيام بعد ذلك. توفي والد ماثيوس عام 1945. من فراش الموت جعل ابنه يعده بأمرين: الاعتناء بوالدته والفوز بنهائي كأس الاتحاد الإنجليزي.

### استئناف ما بعد الحرب مع ستوك
عاد دوري كرة القدم العادي في الوقت المناسب لموسم 1946-1947، إذ لعب ماثيوس 23 مباراة بالدوري وكان مساهمًا رئيسيًا في 30 هدفًا من أهداف النادي البالغ عددها 41 هدفًا. عادل ستوك أنهى رقمه القياسي في المركز الرابع في الدوري، إذ أنهى بفارق نقطتين فقط عن ليفربول حامل اللقب بعد خسارته أمام شيفيلد يونايتد في اليوم الأخير من الموسم. ومع ذلك، في فبراير كان ماثيوس عائدًا من إصابة في الركبة عندما أخبره المدرب ماكغروري أنه لم يكن في التشكيلة الأولى للمباراة ضد آرسنال. ذكرت الصحافة هذا على أنه إفلاس. كانت العلاقات بين ماكغروري ومجلس إدارة ستوك سيتي وماثيوس دائمًا متوترة على الرغم من أن قصة اللاعبين الذين وقفوا ضد ماثيوس مرة أخرى كانت غير صحيحة. استُدعِيَ ضد برينتفورد، فقط بعد المباراة اكتشف أن هذا كان فقط لأنه كان بديلًا في اللحظة الأخيرة لبيرت ميتشل المصاب. قدم ماثيوس طلب نقل ثانٍ، وقبله مجلس إدارة ستوك في النهاية. اختار بلاكبول باعتباره ناديه التالي لأنه لا يزال يعيش في المنطقة بعد خدمته في سلاح الجو الملكي البريطاني؛ ووافق مجلس إدارة ستوك على هذه الخطوة بشرط أن تظل الصفقة سرية حتى نهاية الموسم، حتى لا يعطل عرض النادي على اللقب. وكُشِفَ عن السر في غضون ساعات، كما أبلغ مجهول الصحافة.

### بلاكبول

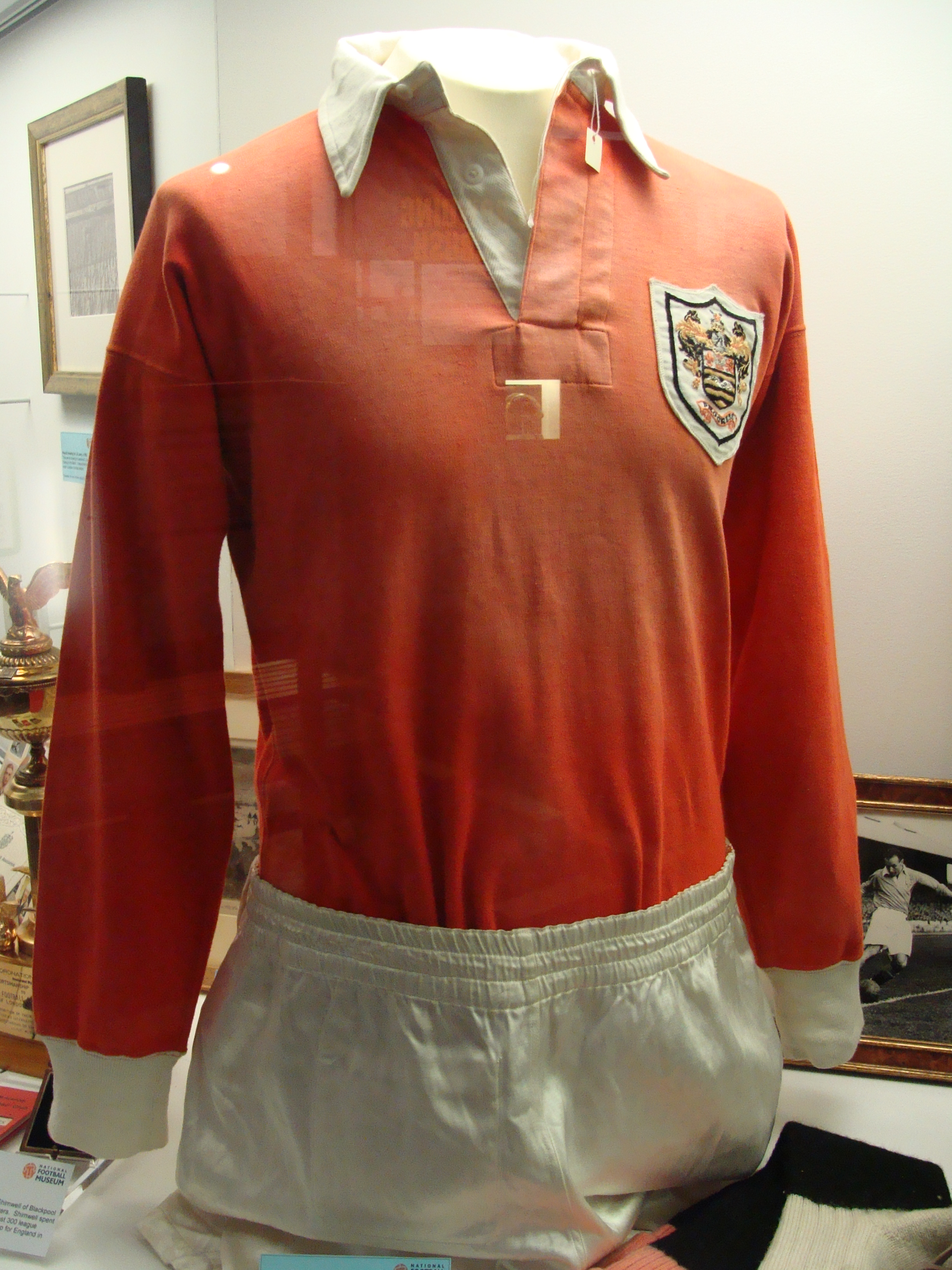
قميص ماثيوس لنهائي كأس الاتحاد الإنجليزي 1953

في 10 مايو 1947، مباشرة بعد مباراة بين بريطانيا العظمى وبقية أوروبا في غلاسكو (فازت بريطانيا 6-1)، خطى الخطوة مقابل 11500 جنيه إسترليني، في سن 32. جمعت المباراة نفسها 30 ألف جنيه إسترليني لاتحادات كرة القدم الأربعة التابعة للأمم المتحدة، ومنذ أن تلقى اللاعبون البريطانيون الأحد عشر 14 جنيهًا إسترلينيًا لكل منهم، تساءل ماثيوس عن المكان الذي انتهى به المطاف بهذه الأموال بالضبط، لقد شكك في أن الكثير منها انتهى كتمويل لكرة القدم الشعبية.
«تبلغ من العمر 32 عامًا، هل تعتقد أنه يمكنك البقاء لمدة عامين آخرين؟» - مدير بلاكبول جو سميث عام 1947.
قال سميث لماثيوس «لا توجد أغلال هنا... عبر عن نفسك... العب لعبتك الخاصة وأي شيء تفعله على أرض الملعب، افعله مع العلم أنك تحصل على دعمي الكامل.» جمّع خط المواجهة الموهوب في ماثيوس وستان مورتنسن وجيمي ماكنتوش وأليكس مونرو. مع التركيز على الترفيه في كرة القدم. أنهى فريق بلاكبول ذلك الموسم في المركز التاسع ووصل إلى نهائي كأس الاتحاد الإنجليزي 1948. في 23 أبريل 1948، عشية المباراة النهائية، فاز ماثيوس بجائزة اتحاد كتاب كرة القدم الافتتاحية لأفضل لاعب في العام. على الرغم من تقدمه مرتين في المباراة، فقد خسر بلاكبول بنتيجة 4-2 أمام مانشستر يونايتد بقيادة مات بوسبي في المباراة النهائية، مع مساعدة ماثيوس لمورتنسن ليحقق هدف بلاكبول الثاني.
اقتصرته الإصابة على 28 مباراة فقط في موسم 1948-1949 إذ كافح بلاكبول ليحتل المركز السادس عشر. أمضى الصيف يتجول في المسارح في عمل متنوع مع شقيقه روني رغم أنه كان منزعجًا من إصابة في الكاحل أصيب بها في مباراة خيرية. احتل بلاكبول المركز السابع في موسم 1949-1950، وعلى الرغم من أنهم لم يكونوا أبدًا متنافسين على اللقب، إلا أن حشودًا غفيرة خرجت لمشاهدة كرة القدم المسلية التي قدموها. في هذا الوقت حصل على الحد الأقصى للأجر المسموح به للاعب محترف (12 جنيهًا إسترلينيًا في الأسبوع).
أحرز بلاكبول المركز الثالث في موسم 1950-1951 ولعب ماثيوس 44 مباراة في الدوري والكأس. وأشار إلى أبرز أحداثه في الموسم بفوزه 2-0 على سندرلاند، والتعادل 4-4 مع آرسنال، والهزيمة 4-2 أمام نيوكاسل يونايتد. وصلوا أيضًا إلى نهائي كأس الاتحاد الإنجليزي عام 1951، حيث كانوا مرشحين للفوز على خصمهم نيوكاسل؛ لكن ماثيوس انتهى بميدالية الوصيف الثانية بفضل هدفين من جاكي ميلبورن.
غاب عن معظم موسم 1951-1952 بعد تعرضه لإصابة في الكاحل في نوفمبر واضطر بدلاً من ذلك إلى قضاء معظم وقته في العمل في الفندق الذي يديره هو وزوجته. كان خلال هذا الوقت أنه قطع اللحوم الحمراء من نظامه الغذائي لبدء نظامه الغذائي الجديد شبه النباتي. في هذه المرحلة، استفسر المدير الفني الجديد لستوك فرانك تيلور عما إذا كان بإمكانه إعادة ماثيوس إلى النادي؛ وافقت جميع الأطراف على الفكرة من حيث المبدأ حتى وضع جو سميث قدمه لضمان بقائه، ووعد ماثيوس بخطاب ملهم بأن ميدالية كأس الاتحاد الإنجليزي لا تزال ممكنة، وأخبره أن «الكثير من الناس يعتقدون أنني مجنون، ولكن رغم أنك تبلغ من العمر 37 عامًا، أعتقد أن أفضل كرة قدم لديك لم تأت بعد».
على الرغم من قضاء حوالي ثلاثة أشهر من الموسم مع إصابة عضلية، أثبت موسم 1952-1953 أن كلمات سميث دقيقة، فقد فاز ماثيوس البالغ من العمر 38 عامًا بميدالية كأس الاتحاد الإنجليزي في مباراة أطلق عليها فيما بعد «نهائي ماثيوس» على الرغم من ثلاثية مورتنسن. كان بولتون متقدمًا 3-1 قبل 35 دقيقة من نهاية المباراة، لكن ماثيوس كان لديه «مباراة حياته» في «أعظم نهائي على الإطلاق في كأس الاتحاد الإنجليزي» ودفع فريقه إلى الفوز الأخير 4-3. كان دائمًا ينسب الفضل إلى الفريق وخاصة مورتنسن في الفوز، ولم يقبل مطلقًا لقب «نهائي ماثيوس».
ساعد تانجيرين في الحصول على المركز السادس في موسم 1953-1954 على الرغم من أن الآمال في الاحتفاظ بلقب كأس الاتحاد الإنجليزي قد انتهت بهزيمة بورت فايل في فالي بارك في الجولة الخامسة. غاب ماثيوس عن ثماني مباريات فقط في الدوري في موسم 1954-1955 على الرغم من حرص الصحفيين على استبعاده مع كل مباراة غير عرضية وغاب عنها «لقد كان كل شيء بالدرداش»، أجاب. على الرغم من عمره والإشارات المستمرة لوسائل الإعلام إلى عمره حاول توم ويتاكر مدير آرسنال دون جدوى جذب ماثيوس إلى هايبري باتباع نهج مربح، وإن كان غير قانوني إلى حد ما.
عندما بدأ سميث في تأسيس فريق جديد بمواهب مثل جاكي مودي وجيمي أرمفيلد، احتل بلاكبول المركز الثاني في موسم 1955-1956، على الرغم من أنه انتهى به الأمر بفارق 11 نقطة خلف البطل مانشستر يونايتد. يعتقد ماثيوس أن الأداء الذي قدمه في المباراة التي انتهت بالفوز 3-1 على آرسنال في اليوم الافتتاحي للموسم كان أفضل أداء قدمه على الإطلاق. في نهاية الموسم كان ماثيوس الفائز بالجائزة الافتتاحية لأفضل لاعب في أوروبا بعد فوزه بفارق ضئيل على ألفريدو دي ستيفانو 47 مقابل 44 في الاستطلاع.
بقي عضوًا رئيسيًا في الفريق في موسم 1956–1957، أدت الإصابة إلى تقييده في 25 مباراة بالدوري، على الرغم من حصول بلاكبول على المركز الرابع. سجل ماثيوس هدفه الثامن عشر والأخير مع بلاكبول في المباراة التي انتهت بالفوز 4-1 بالدوري على توتنهام هوتسبر في بلومفيلد رود في 3 سبتمبر 1956. احتل بلاكبول المركز السابع في موسم 1957-58، وبعد ذلك غادر جو سميث النادي.
في عام 1957 عندما كان يبلغ من العمر 42 عامًا، سافر ماثيوس إلى غانا للعب عدد من الألعاب الاستعراضية لنادي هارتس أوف أوك الغاني. في 26 مايو 1957، ظهر ماثيوس أول مرة مع هارتس أوف أوك في ملعب أكرا الرياضي ضد أسانتي كوتوكو أمام 20 ألف متفرج. سُجّل تسجيل حضور مماثل للمباراتين التاليتين لماثيوس ضد سيكوندي هاساكاس وكوماسي كورنرستون. نتيجة لزيارة ماثيوس للبلاد، نُصِّب كـ «رئيس كرة القدم» (بالإنجليزية: soccerhene)‏. كما أقنعت زيارة ماثيوس إلى غانا رئيس الوزراء الغاني الأول كوامي نكروما بأن الرياضة يمكن أن تساعد في تطوير كرة القدم الغانية، فضلاً عن دفع مُثل الوحدة الأفريقية. فازت غانا بأول كأس أمم إفريقيا بعد ست سنوات في عام 1963 تحت إدارة تشارلز جيامفي.
بالعودة إلى إنجلترا، كان بديل سميث هو رون سوارت، الذي أراد أن يظل ماثيوس بعيدًا، ولم يقدّر مساهمته بالطريقة التي فعلها سميث. حد سوارت ماثيوس إلى 19 مباراة في الدوري في موسم 1958-59. ثم لعب ماثيوس 15 مرة فقط في موسم 1959-60، إذ وقع رون سوارت مع آرثر كاي ليحل محله، وتنافس اللاعب المحلي ستيف هيل أيضًا على المركز الخارجي الأيمن. استمتع بالمزيد من المباريات في موسم 1960–61، إذ لعب 27 مباراة في الدوري حيث تجنب النادي بفارق ضئيل الهبوط بفارق ضئيل.
في عام 1961، خلال الموسم الإنجليزي خارج الموسم، لعب في الخارج في دوري شرق كندا لكرة القدم للمحترفين مع تورنتو سيتي، وظهر في 14 مباراة. عاد لموسم 1965، ولعب في خمس مباريات أخرى مع تورنتو سيتي.
بدأ موسم 1961-62 خلف هيل في الترتيب، واستعاد مكانه في الوقت المناسب فقط للفوز 4-0 على تشيلسي بعد أن تعرض هيل لإصابة. ظهر للمرة 440 والأخيرة بقميص بلاكبول في الهزيمة 3-0 في آرسنال في 7 أكتوبر 1961. لقد كان قوسًا أخيرًا مناسبًا لأنه كان يستمتع دائمًا باللعب ضد أرسنال، وكان لديه «العديد من الذكريات الرائعة» في هايبري. مع زميله السابق وصديقه المقرب جاكي مودي في ستوك سيتي، ومع حرص توني وادينجتون على الترحيب بعودة ماثيوس إلى ملعب فيكتوريا، ختم عودته إلى ناديه في مسقط رأسه. ومع ذلك، لم يتأثر ماثيوس عندما طالب مجلس إدارة بلاكبول برسوم تحويل 3500 جنيه إسترليني، وكان أحد المخرجين جريئًا للغاية ليقول له «لقد نسيت. كلاعب، صنعناك». بعد أن أبقى سرا من ستوك على إصابة في الركبة كان ماثيوس يحملها، حصل بلاكبول على 3500 جنيه إسترليني للاعب.

### العودة إلى ستوك

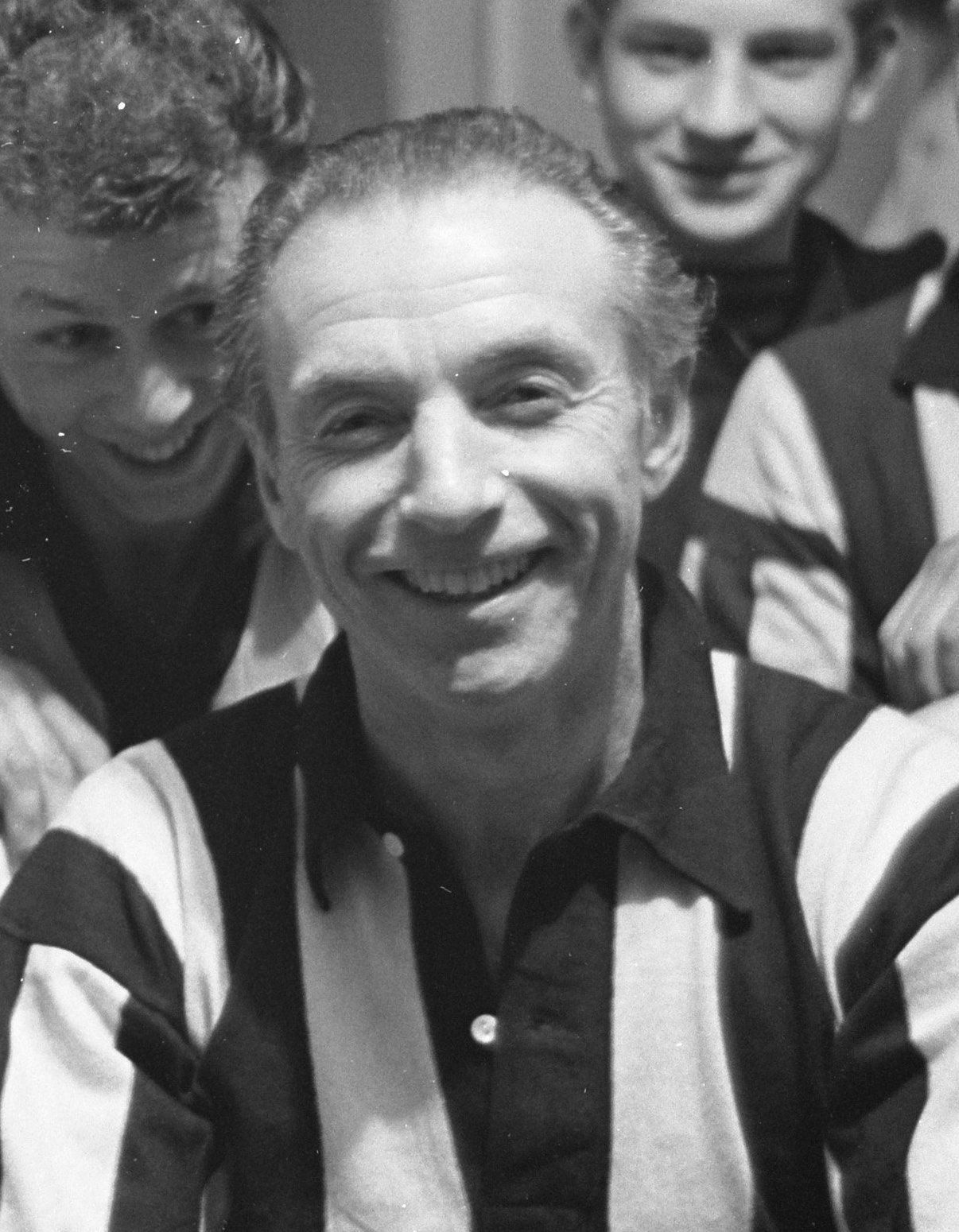
ماثيوس في عام 1962

في ستوك، وجد ماثيوس نفسه يلعب في دوري الدرجة الثانية للمرة الأولى منذ 28 عامًا. على الرغم من أن ستوك كان مقيدًا بالمال، فقد منحه توني وادينجتون عقدًا لمدة عامين مقابل 50 جنيهًا إسترلينيًا في الأسبوع - كان هذا ضعف الأجر الذي حصل عليه في بلاكبول. بثت قناة سبورتويك التوقيع على الهواء مباشرة، حيث همس وادينجتون في أذنه «أهلا بك في بيتك يا ستان. لسنوات كان هذا النادي لا يذهب إلى أي مكان. نحن الآن في طريقنا». أخر وادينجتون عودته حتى 24 أكتوبر 1961، عندما لعب ستوك وهدرسفيلد تاون على ملعب فيكتوريا غراوند، كان الحضور 35974 - أكثر من ثلاثة أضعاف في المباراة السابقة على أرضه - وصنع ماثيوس أحد أهداف سيتي في الفوز 3-0. واصل تسجيل ثلاثة أهداف في 21 مباراة في الفترة المتبقية من موسم 1961-62.
تعاقد وادينجتون مع الرجل القوي إيدي كلامب لحماية ماثيوس في موسم 1962-63، وأصبح الاثنان أيضًا صديقين مقربين خارج الملعب. إلى جانب زملائه المخضرمين جاكي مودي، وجيمي أونيل، وإدي ستيوارت، ودون راتكليف، ودينيس فيوليت، وجيمي ماكلروي، كان لدى ستوك أكبر فريق في دوري كرة القدم. سجل ماثيوس هدفه الوحيد هذا الموسم في المباراة الأخيرة على أرضه في الموسم، حيث هُزم لوتون تاون 2-0، ضمنت النتيجة ترقية ستوك إلى الدرجة الأولى. صعد ستوك كأبطال من الدرجة الثانية، وحصل ماثيوس على لقب أفضل لاعب للمرة الثانية في مسيرته، بعد 15 عامًا من فوزه بالجائزة. كان عمره 48 عامًا عندما حصل على هذه الجائزة، وأصبح أقدم فائز بالجائزة بهامش كبير، وظل كذلك بعد أكثر من نصف قرن.
بعد تعرضه للإصابة، غاب عن شهر يناير فصاعدًا حملة 1963-64، وبالتالي غاب عن المباراة النهائية لكأس دوري كرة القدم عام 1964 أمام ليستر سيتي، حيث لعب في تسع مباريات فقط من أصل 42 مباراة في الدرجة الأولى في ذلك الموسم. اكتشف ماثيوس أن الإصابات المزعجة التي كانت ستكلفه يومًا واحدًا من اللعب تتطلب الآن أكثر من أسبوعين من الراحة للتعافي منها، قرر التقاعد بعد موسم واحد آخر، ليأخذ مسيرته الكروية إلى عامه الخمسين.
أمضى موسم 1964-1965 يلعب في صفوف الاحتياط. في 1 يناير 1965 أصبح لاعب كرة القدم الوحيد الذي حصل على لقب فارس (لخدمات كرة القدم) بينما كان لا يزال لاعبًا محترفًا نشطًا؛ على الرغم من أنه لم يعتقد أنه يستحق مثل هذا الشرف. كان أول ظهور له مع الفريق هذا الموسم هو آخر مباراة في دوري كرة القدم في مسيرته. جاء في 6 فبراير 1965، بعد عيد ميلاده الخمسين مباشرة، واضطرته إصابة كل من بيتر دوبينج وجيري بريدجوود. كان الخصم في ذلك اليوم فولهام، وفاز ستوك بالمباراة 3-1. على الرغم من أنه شعر أنه تقاعد في وقت مبكر جدًا، وكان بإمكانه الاستمرار في اللعب لمدة عامين آخرين، إلا أن هذا أنهى مسيرته الاحترافية التي استمرت 35 عامًا.
نظم ستوك سيتي مباراة شهادة على شرف ماثيوس. كانت هناك حاجة ماسة إليه لأنه قضى معظم حياته المهنية مقيدًا بالحد الأقصى للأجور الضيق الذي فُرِضَ على اللعبة الإنجليزية ولم يُلغى إلا قبل سنوات قليلة من تقاعده. جرت المباراة في ملعب فيكتوريا في 28 أبريل 1965، وفي ذلك الوقت قرر ماثيوس الاعتزال كلاعب، وتألف الترفيه قبل المباراة من مباراة أخرى لفريقين مخضرمين يضم العديد من أساطير اللعبة. قاد هاري جونستون فريقًا يتألف من بيرت تراوتمان، وتيم وارد، وجورج هاردويك، وجيمي هيل، ونيل فرانكلين، ودون ريفي، وستان مورتنسن، ونات لوفتهاوس، وجيمي هاغان، وتوم فيني، وفرانك بوير (احتياطيًا). قاد والي بارنز فريقًا معارضًا يتألف من جيمي أونيل وجيمي سكولار وداني بلانشفلاور وجيمي ديكنسون وهوجي كيلي وبيل ماكغاري وجاكي مودي وجاكي ميلبورن وجوك دودز وكين بارنز وآرثر رولي (احتياطي).
في اللعبة الرئيسية نفسها، شُكّل فريقان من الأساطير، فريق ستان الحادي عشر (الذي يتكون من لاعبي دوري كرة القدم) والحادي عشر الدولي (بما في ذلك فيرينك بوشكاش وألفريدو دي ستيفانو وجوزيف ماسوبست وليف ياشين). فاز الفريق الدولي بنتيجة 6-4، وحُمِلَ ماثيوس على كتف عالية من الملعب بدوام كامل من قبل بوشكاش وياشين.

### السجل الدولي مع إنجلترا
بعد أن لعب لفريق إنجلترا سكول بويز، ولعب في تجربة في ملعب روكر بارك أمام منتقي إنجلترا، وتمثيل دوري كرة القدم، حصل ماثيوس على أول ظهور له مع منتخب إنجلترا لكرة القدم في نينيان بارك في عام 1934. وسجل ماثيوس الهدف الثالث عندما فازت إنجلترا على الويلزية 4-0. ستكون مباراته الثانية هي معركة هايبري سيئة السمعة، حيث أسس إيريك بروك للهدف الأول بالفوز 3-2 على إيطاليا بطلة العالم. حول الإيطاليون المباراة إلى «حمام دم»، وانتهى بها الأمر باعتبارها أعنف مباراة شارك فيها ماثيوس.
جاء مباراته الثالثة في المباراة 3-0 على ألمانيا في وايت هارت لين في 4 ديسمبر 1935، بعد أن كان رالف بيركيت غير قادر على اللعب بسبب الإصابة. تفوّق نظيره رينهولد مونزينبرج عليه في الهجوم والدفاع. استهزأ أنصار إنجلترا بماثيوس وأدانته الصحافة.
كان عليه الانتظار حتى 17 أبريل 1937 للحصول على فرصة أخرى في قميص إنجلترا، عندما اُختِيرَ للعب أمام 149000 متفرج ضد الخصم الأول في اسكتلندا على أرضية هامبدن بارك. كان مريضًا جسديًا قبل المباراة، كما كان قبل أي مباراة كبيرة. «هامبدن رور» عامل كبير، فاز الاسكتلنديون 3-1 على الرغم من الأداء الإنجليزي الجيد. بعد مباراة أخرى ضد ويلز، سجل ماثيوس ثلاثية في مباراة انتهت بالفوز 5-4 على تشيكوسلوفاكيا.
في عام 1938 لعب ثماني مباريات مع إنجلترا، بدءًا من مباراة انتهت بالهزيمة أمام فريق اسكتلندي يضم الشاب بيل شانكلي. ثم سافر إلى برلين للقاء آخر مع رينهولد مونزينبيرغ، حيث شهد قبل المباراة مباشرة التفاني المنذر الذي أظهره الناس للفوهرر عندما مر موكبه بمقهى كان الفريق الإنجليزي يتناول الطعام فيه. أصبحت اللعبة سيئة السمعة حيث أبلغ الاتحاد الإنجليزي، بتعليمات من الحكومة البريطانية، فريق إنجلترا أنه يتعين عليهم أداء التحية النازية كجزء من إستراتيجية الاسترضاء. فازت إنجلترا 6-3 مع ماثيوس نفسه على لوحة النتائج بعد أن تفوق على رينهولد مونزينبيرغ هذه المرة. كانت المباراة التالية عبارة عن هزيمة مفاجئة 2-1 أمام سويسرا، والتي تبعها فوز 4-2 على فرنسا في باريس. بعد اختتام هذه الجولة الصيفية للقارة، سجل ماثيوس في مباراة انتهت بالهزيمة 4-2 أمام ويلز في كارديف، ثم لعب في هايبري عندما فازت إنجلترا 3-0 على أوروبا 11، فوزهم 4-0 على النرويج في نيوكاسل، وفوزهم 7-0 على أيرلندا في أولد ترافورد.
في 15 أبريل 1939، عاد إلى هامبدن بارك مع إنجلترا ليحقق فوزًا بنتيجة 2-1 أمام 142000 مؤيد غارق في المطر. هيّأَ تومي لوتون للفائز مع ثوانٍ متبقية. كان ذلك الصيف آخر مرة تقوم فيها إنجلترا بجولة في أوروبا قبل هزيمة النازيين التابعين لهتلر. المباراة الأولى كانت ضد إيطاليا التي استقبلت الإنجليز ترحيبا حارا على الرغم من الضرب على الصدر من بينيتو موسوليني والدم الفاسد قبل خمس سنوات. مرة أخرى، أبطال العالم، تمكن الإيطاليون من إنقاذ التعادل 2-2 في سان سيرو بعد تسجيلهم كرة يد واضحة. هذه المرة غادر ماثيوس الملعب بعظمة ورك متكسرة لجهوده. المباراة التالية كانت خسارة 2-1 أمام يوغوسلافيا، مع ماثيوس والقائد إيدي هابجود ركاب في المباراة بعد تعرضهم لإصابات مبكرة. أجبرته هذه الإصابة على الجلوس في اللقاء التالي مع رومانيا.
بعد الحرب، جاءت عودته لإنجلترا ضد اسكتلندا في 12 أبريل 1947 في ويمبلي، في مباراة انتهت بالتعادل 1-1. في الصيف شارك في جولة إنجلترا في سويسرا والبرتغال. بعد هزيمة مفاجئة لسويسرا، تمكنت إنجلترا من الفوز 10-0 على البرتغالي، وسجل ماثيوس العاشر. في سبتمبر، قدم أحد أفضل عروضه بقميص إنجلترا حيث صنع جميع أهداف إنجلترا الخمسة في الفوز 5-2 على بلجيكا.
في أبريل 1948 سافر مرة أخرى مع إنجلترا إلى هامبدن بارك، وساعد بلاده على الفوز 2-0. لكن بعد المباراة كان موضوع تحقيق الاتحاد الإنجليزي بعد أن ادعى الشاي والكعكات على نفقاته (بتكلفة ستة بنسات). بغض النظر عن هذه المعاملة من قبل اتحاد الكرة، في الشهر التالي ساعد إنجلترا في تحقيق انتصار 4-0 على إيطاليا في تورينو. وقال الفولكلور أنه فاز ألبرتو إيلياني فقط لديهم الجرأة لثم سحب المشط من له السراويل جيب ومشط شعره. الحقيقة أنه ببساطة استخدم يده لمسح جبينه المتعرق تحت أشعة الشمس الإيطالية. لكن الأسطورة ستتبعه في جميع أنحاء العالم في وقت لاحق من الحياة، وكان المتفرجون في الحشد مقتنعين أنهم شاهدوا ذلك. في وقت لاحق من العام لعب بالتعادل السلبي مع الدنمارك، وفاز 6-2 على أيرلندا الشمالية، وفاز 1-0 على ويلز، وانتصار 6-0 على سويسرا.
بدأ المدرب والتر وينتربوتوم في البحث عن جناح أكثر دفاعية، لذلك استخدم ماثيوس مرة واحدة فقط في عام 1949 - هزيمة 3-1 أمام اسكتلندا في بطولة البيت البريطاني. فقط بعد تألقه في جولة الاتحاد الإنجليزي في كندا، اُختِيرَ على أنه إدراج في اللحظة الأخيرة في تشكيلة إنجلترا لكأس العالم 1950 في البرازيل. لم يلعب في الفوز على تشيلي أو في الهزيمة الشائنة أمام الولايات المتحدة، لكنه لعب مرة واحدة فقط، في الهزيمة 1-0 أمام إسبانيا على ملعب ماراكانا. لم يكن الإعداد مثالياً لأن اتحاد كرة القدم لم يأخذ المنافسة على محمل الجد، وكان الفندق يحتوي على طعام «غير مستساغ» ولا توجد مرافق تدريب.
بعد اللعب في مباراتين أخريين فقط، التعادل 4-4 مع نادي أوروبا XI والفوز 3-1 على أيرلندا الشمالية، وجد نفسه مرة أخرى على الساحة الدولية بعد بطولاته في نهائي كأس الاتحاد الإنجليزي عام 1953. اُختِير ليلعب مع المنتخب المجري الذهبي في 25 نوفمبر 1953، في الهزيمة 6-3 التي أصبحت تعرف باسم «مباراة القرن». ألقى باللوم على اتحاد الكرة والمنتخبين في الخسارة الفادحة، على الرغم من إعجابه الشديد بالهنغاريين، ولا سيما فيرينك بوشكاش.
لم يلعب في المباراة التي انتهت بهزيمة إنجلترا 7-1 أمام المجر في بودابست في مايو 1954. ومع ذلك كان في تشكيلة الفريق لكأس العالم 1954 في سويسرا. ساعد ماثيوس إنجلترا في التعادل 4-4 مع بلجيكا، على الرغم من استبعاده من الفوز على سويسرا، قبل أن يعود إلى أول 11 حيث خرجت إنجلترا من المنافسة بهزيمة 4-2 أمام أوروجواي في ملعب سانت جاكوب بعد أخطاء من الحارس جيل ميريك. كانت مباراته الثالثة هذا العام هي الفوز 2-0 على أيرلندا الشمالية في وندسور بارك في بطولة بريطانيا المنزلية 1954-55، على الرغم من أنه لم يكن جيدًا على أرض الملعب مع دون ريفي. قدم ماثيوس بعد ذلك أداءً رائعًا في الفوز 2-0 على الويلزية، قبل أن يساعد إنجلترا في تحقيق انتصار 3-1 على ألمانيا الغربية أبطال العالم، على الرغم من أن ثلاثة فقط من الألمان الذين شاركوا في ويمبلي كانوا في أول 11 نهائي كأس العالم.
تغلبت إنجلترا على اسكتلندا 7-2 في أبريل 1955، وهذه المرة ارتبط ماثيوس بشكل أفضل بكثير مع ريفي، وكان ماثيوس البالغ من العمر 40 عامًا يعود الفضل إلى حد كبير في هامش الفوز البارز. في هذه اللعبة، كان دنكان إدواردز يخوض أول مباراة له مع إنجلترا؛ عندما صنع ماثيوس ملكه، لم يكن إدواردز قد ولد. ذهب ماثيوس في جولة إنجلترا غير الناجحة في القارة في عام 1955، حيث ساعدت الاختيارات المتقطعة في ضمان هزيمة 1-0 أمام فرنسا، والتعادل 1-1 مع إسبانيا، والهزيمة 3-1 أمام البرتغال. ترك ضد الدنمارك، وعاد إلى الفريق في أكتوبر للتعادل 1-1 مع ويلز.
بعد حصوله على جائزة الكرة الذهبية الافتتاحية في عام 1956، استُدعِي في شهر مايو من هذا العام إلى خط المواجهة في إنجلترا لمواجهة البرازيل في ويمبلي المزدحمة في أول مباراة ودية لعبها كلا الفريقين. فازت إنجلترا بالمباراة 4-2، على الرغم من أن البرازيليين أصبحوا فيما بعد أبطال العالم في عام 1958. ثم رفض المشاركة في الجولة الأوروبية في ذلك الصيف، بعد أن ألزم نفسه بالفعل في صيفه التدريبي الثاني في جنوب إفريقيا. في مباراته الدولية التالية، ضد أيرلندا الشمالية في 6 أكتوبر 1956، بعمر 41 عامًا و248 يومًا، أصبح أكبر لاعب في إنجلترا يسجل هدفًا دوليًا على الإطلاق.
لعب ثلاث مباريات من أصل أربع مباريات تأهيلية لإنجلترا لكأس العالم 1958 : فوز 5-1 على جمهورية أيرلندا، و5-2 و4-1 على الدنمارك. في 15 مايو 1957، أصبح ماثيوس أكبر لاعب سناً يمثل إنجلترا على الإطلاق، عندما كان يبلغ من العمر 42 عامًا و104 يومًا، خرج للفوز على الدنماركيين في كوبنهاغن. على الرغم من دعوات الصحافة لإدراجه في تشكيلة كأس العالم 1958، هذه المرة لم يرضخ المحددون للضغط. ومع ذلك، بعد 23 عامًا، لن يتمتع أي شخص بمسيرة أطول مع منتخب إنجلترا.
كان أحد الموقعين العديدين على رسالة إلى التايمز في 17 يوليو 1958 تعارض «سياسة الفصل العنصري» في الرياضة الدولية وتدافع عن «مبدأ المساواة العرقية الذي يجسده إعلان الألعاب الأولمبية».

## أسلوب اللعب
قال فرانز بيكنباور إن السرعة والمهارة التي يمتلكها ماثيوس تعني أنه «لا يمكن لأحد في اللعبة تقريبًا إيقافه». أشار جون تشارلز إلى أنه «كان أفضل مهاجم رأيته في حياتي - وكان عليه أن يتعامل مع الكرة الثقيلة القديمة». قال جوني جايلز «كان يمتلك كل شيء - تحكم جيد عن قرب وقدرة مراوغة رائعة وكان سريعًا للغاية. كما كان لاعبًا ذكيًا يعرف كيف يمرر الكرة». على الرغم من مواهبه الكبيرة، إلا أنه نادرًا ما يتعامل مع المنافسين ولم يكن ماهرًا في تسديد الكرة بالرأس أو استخدام قدمه اليسرى.
يمين خارجي، قبل 1937-1938 سجل 43 هدفًا في أربعة مواسم، وبدأ الظهير يراقبونه بشكل أكثر إحكامًا. لهذا السبب قرر أن يسقط بشكل أعمق ليجمع الكرة ويهدف إلى لعب عرضيات محددة بدلاً من الذهاب إلى المجد بنفسه. على الرغم من أنه لن يسجل أكثر من ستة أهداف مرة أخرى في موسم واحد، إلا أن هذا جعله أكثر فاعلية في الفريق وتهديدًا أكبر للخصم.
أخبرت ابنته جان غوف كيف كان ماثيوس يرتدي الرصاص في حذائه وهو يمشي على الأرض، لذلك «عندما يرتدي حذاء كرة القدم شعرت وكأنها أحذية راقصة الباليه.» بعد أن تدرب على مستوى لياقة لم يصل إليه سوى عدد قليل من اللاعبين الآخرين، بحلول منتصف الخمسينات من القرن الماضي، كان قادرًا على تقليص تدريبه المكثف لأن مستوى لياقته كان متأصلًا في جسده. لم يدخن قط. بدلاً من ذلك، كان مدركًا تمامًا لكل عنصر من الطعام والشراب الذي يستهلكه، وحافظ على نظام تدريب يومي صارم منذ الطفولة حتى شيخوخته. في مقابلة مع اتحاد الكرة، قال: «تلقيت نصيحة جيدة جدًا وبدأت أتناول المزيد من السلطات والفواكه، ولم يكن لدي طعام كل يوم اثنين. يوم واحد فقط، يوم الاثنين، لكني شعرت بتحسن». المرة الوحيدة التي تناول فيها الكحول عن عمد كانت عندما شرب الشمبانيا خارج كأس الاتحاد الإنجليزي عام 1953.
بالإضافة إلى اهتمامه بالتفاصيل في النظام الغذائي واللياقة البدنية، فقد قام أيضًا بفحص مجموعة أدواته عن كثب. 1950-51 أبرم صفقة رعاية حذاء مع Co-op، على الرغم من أنه بدأ بدلاً من ذلك في ارتداء زوج من الأحذية الخفيفة الوزن التي اكتشفها في العرض في كأس العالم - في الوقت الذي لم تكن متاحة للشراء في إنجلترا. كان يرتدي الأحذية المخصصة حتى تقاعده، على الرغم من أنها كانت حساسة للغاية لدرجة أنه واجه عددًا لا يحصى من الأزواج في كل موسم.
كان ماثيوس طالبًا شغوفًا باللعبة، في كأس العالم 1950، بقي لمشاهدة فرق مثل البرازيل وأوروغواي تتنافس في البطولة بعد إقصاء إنجلترا - عاد كل من الاتحاد الإنجليزي والمدرب ووسائل الإعلام إلى موطنه، كما قال ماثيوس، «رؤوسهم في الرمال». أدان ماثيوس بانتظام «لواء السترة» في اتحاد كرة القدم في سيرته الذاتية، ووصفهم بأنهم «محافظون» وشدد على أن العديد منهم كانوا من أتونيين القدامى؛ في رأيه، لقد عاملوا اللاعبين والمشجعين بشكل سيئ، وأظهروا الغطرسة من خلال تجاهل المنافسات التي لم يسيطروا عليها (كأس العالم والمسابقات المحلية الأوروبية)، وشاهدوا الابتكارات بشكوك مفرطة (على سبيل المثال، فرض الاتحاد الإنجليزي عقوبات على استخدام الأضواء الكاشفة فقط في عام 1952 على الرغم من المصطنعة. بعد تجربة الإضاءة منذ عام 1878، وأصر لسنوات على استخدام معدات قديمة مثل الأحذية الثقيلة «المقواة»). كتب ماثيوس عن حقيقة أن الاتحاد الإنجليزي قد خصص 12000 فقط من أصل 100000 تذكرة متاحة لنهائي كأس الاتحاد الإنجليزي لعام 1953 لمشجعي بلاكبول: «لم أستطع اتخاذ قرار بشأن ما إذا كانوا أحمق أو ببساطة لا أهتم بالأصالة. المشجعين الذين كانوا شريان الحياة للعبة».
لم يُحجز ماثيوس أو يُطرد طوال حياته المهنية كاملة، وأشار زميله في الفريق جيمي أرمفيلد إلى أن ماثيوس لن ينتقم أبدًا من العديد من التحديات الجسدية التي قد يقوم بها الخصوم في كثير من الأحيان لمحاولة إخراجه من اللعبة. في الواقع، كان يركض القفاز الكامل من المشاعر التي يركضها جميع لاعبي كرة القدم، لكنه احتفظ دائمًا برأسه على أرض الملعب، ولم يفقد أعصابه أبدًا أو يسمح لعواطفه بالتأثير على لعبته.

## التدريب والإدارة
تعيّن ماثيوس مديرًا عامًا لمنافسي ستوك بورت فيل في يوليو 1965، جنبًا إلى جنب مع صديقه العزيز جاكي مودي؛ كان ماثيوس غير مدفوع الأجر، رغم أنه حصل على مصاريف. كان لدى الزوجين خطة لجلب تلاميذ موهوبين وبيع واحد أو اثنين في كثير من الأحيان لتحسين الصورة المالية القاتمة للنادي، مع التقدم في نفس الوقت من خلال الدوريات؛ قال في سيرته الذاتية إن ما حققه داريو جرادي لاحقًا في نادي كرو ألكساندرا هو ما كان يدور في خلده في فايل. ركز ماثيوس بحثه في شمال شرق إنجلترا ووسط اسكتلندا، حيث اكتشف المهاجم الموهوب ميك كوليرتون، على الرغم من التغاضي عن المراهق راي كينيدي.

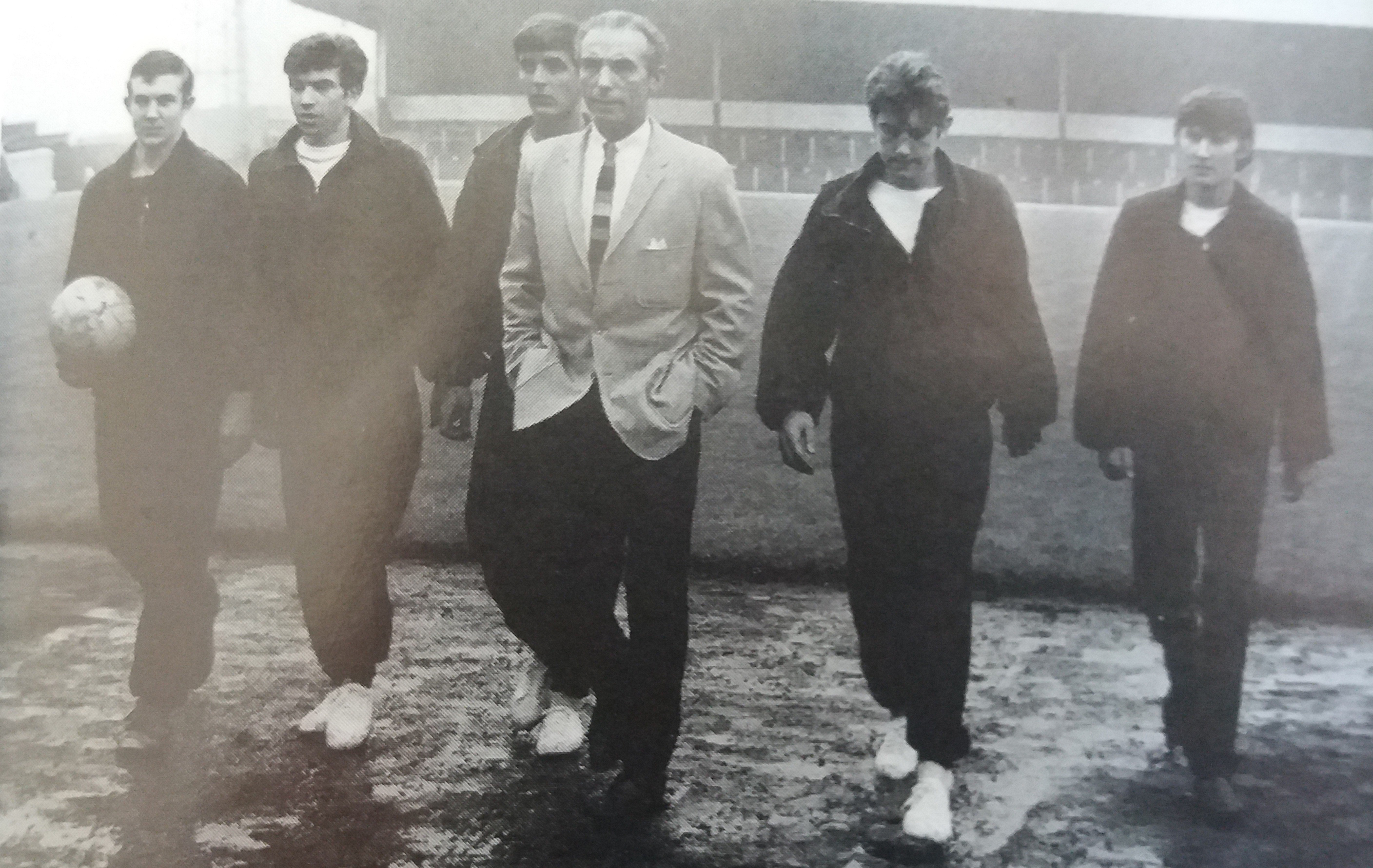
ماثيوس مديرًا لبورت فايل مع لاعبين شباب

بعد حصوله على سيطرة إدارية كاملة بعد استقالة مودي في مايو 1967، لم يستطع ماثيوس توجيه النادي إلى النجاح - وبدلاً من ذلك، غُرِّمَ بورت فايل 4000 جنيه إسترليني في فبراير / مارس 1968 وطرد من دوري كرة القدم بسبب مخالفات مالية. لقد أُجبر على استخدام اسمه للترافع مع أندية دوري كرة القدم الأخرى لإعادة انتخاب فالى، وهو ما فعلوه على النحو الواجب. استقال من منصبه كمدير في مايو 1968، وعلى الرغم من كونه مدينًا بمبلغ 9000 جنيه إسترليني في الراتب والنفقات، وافق على البقاء في فايل بارك [الإنجليزية] لمواصلة عمله مع فريق الشباب. وكان التوصل إلى «تسوية نهائية» في ديسمبر 1970، وحصل ماثيوس على 3300 جنيه إسترليني، مع شطب مبلغ 7000 جنيه إسترليني آخر. قال اللاعب روي سبروسون [الإنجليزية] لاحقًا إنه «[ماثيوس] كان يثق بأشخاص لا ينبغي الوثوق بهم أبدًا واستغله الناس. أنا مقتنع أن الكثير من الناس أفرغوا منه، وطوال الوقت، كان النادي ينزلق». التجربة «تركت طعمًا سيئًا» في فمه، وكانت كافية لإقناعه أبدًا بعدم تجربة يده في إدارة كرة القدم الإنجليزية مرة أخرى.
تخلى ماثيوس عن فصول الصيف كل عام بين عامي 1953 و1978 لتدريب الأطفال الفقراء في جنوب إفريقيا ونيجيريا وغانا وأوغندا وتنزانيا. في جنوب إفريقيا عام 1975، تجاهل نظام الفصل العنصري ليشكل فريقًا من تلاميذ المدارس السود في سويتو يُدعى «رجال ستان». أخبره أعضاء فريقه أن حلمهم هو اللعب في البرازيل، لذلك نظم ماثيوس رحلة إلى هناك؛ كانوا أول فريق أسود على الإطلاق يقوم بجولة خارج جنوب إفريقيا. لم يكن لديه المال لتمويل الرحلة بنفسه، على الرغم من أنه استخدم علاقاته (للمرة الوحيدة بخلاف الوقت الذي استخدمه لإنقاذ بورت فايل في عام 1968) لترتيب رعاية من كوكا كولا وصحيفة جوهانسبرج صنداي تايمز (بالإنجليزية: Johannesburg Sunday Times)‏. لم ترغب سلطات جنوب إفريقيا في إحداث حادثة دولية، لذلك لم تمنع رجال ستان من ركوب الطائرة إلى ريو دي جانيرو، حيث سيلتقون باللاعب الأسطوري زيكو. في هذه الرحلة التقى ماثيوس بروني بيغز. في طريق العودة من الرحلة، دعا جيلبرت مويلوا كابتن فريق ستان للرجال ماثيوس «الرجل الأسود ذو الوجه الأبيض». في الفيلم الوثائقي لعام 2017 عن حياته ماثيوس، يسافر طاقم الفيلم إلى سويتو لمقابلة رجال ستان حول ذكرياتهم مع ماثيوس.
لعب مباراته الأخيرة في كرة القدم مع منتخب إنجلترا الحادي عشر ضد قدامى المحاربين البرازيليين في البرازيل عام 1985 عن عمر يناهز 70 عامًا؛ الإنجليزية خسر 6-1 لأمثال أماريلدو وتوستاو وجيرزينيو. لقد تسبب في تلف غضروفه أثناء المباراة: «مسيرة واعدة قصيرة بشكل مأسوي»، كما كتب في سيرته الذاتية.

## إحصائيات المهنة

### النادي
| النادي               | الموسم   | الدوري                             | الدوري | الدوري | كأس الاتحاد الإنجليزي | كأس الاتحاد الإنجليزي | المجموع | المجموع |
| النادي               | الموسم   | الدوري                             | ظهور   | أهداف  | ظهور                  | أهداف                 | ظهور    | أهداف   |
| -------------------- | -------- | ---------------------------------- | ------ | ------ | --------------------- | --------------------- | ------- | ------- |
| ستوك سيتي            | 1931–32  | دوري الدرجة الثانية                | 2      | 0      | 0                     | 0                     | 2       | 0       |
| ستوك سيتي            | 1932–33  | دوري الدرجة الثانية                | 15     | 1      | 0                     | 0                     | 15      | 1       |
| ستوك سيتي            | 1933–34  | دوري كرة القدم الإنجليزي           | 29     | 11     | 4                     | 4                     | 33      | 15      |
| ستوك سيتي            | 1934–35  | دوري كرة القدم الإنجليزي           | 36     | 10     | 1                     | 1                     | 37      | 11      |
| ستوك سيتي            | 1935–36  | دوري كرة القدم الإنجليزي           | 40     | 10     | 5                     | 0                     | 45      | 10      |
| ستوك سيتي            | 1936–37  | دوري كرة القدم الإنجليزي           | 40     | 7      | 2                     | 0                     | 42      | 7       |
| ستوك سيتي            | 1937–38  | دوري كرة القدم الإنجليزي           | 38     | 6      | 3                     | 0                     | 41      | 6       |
| ستوك سيتي            | 1938–39  | دوري كرة القدم الإنجليزي           | 36     | 2      | 2                     | 0                     | 38      | 2       |
| ستوك سيتي            | 1939–40  | دوري كرة القدم الإنجليزي           | 3[a]   | 0      | —                     | —                     | 3       | 0       |
| ستوك سيتي            | 1945–46  |                                    | —      | —      | 8                     | 0                     | 8       | 0       |
| ستوك سيتي            | 1946–47  | دوري كرة القدم الإنجليزي           | 23     | 4      | 5                     | 1                     | 28      | 5       |
| ستوك سيتي            | المجموع  | المجموع                            | 259    | 51     | 30                    | 6                     | 289     | 57      |
| نادي بلاكبول         | 1947–48  | دوري كرة القدم الإنجليزي           | 33     | 1      | 6                     | 0                     | 39      | 1       |
| نادي بلاكبول         | 1948–49  | دوري كرة القدم الإنجليزي           | 25     | 3      | 3                     | 0                     | 28      | 3       |
| نادي بلاكبول         | 1949–50  | دوري كرة القدم الإنجليزي           | 31     | 0      | 3                     | 0                     | 34      | 0       |
| نادي بلاكبول         | 1950–51  | دوري كرة القدم الإنجليزي           | 36     | 0      | 8                     | 0                     | 44      | 0       |
| نادي بلاكبول         | 1951–52  | دوري كرة القدم الإنجليزي           | 18     | 1      | 1                     | 0                     | 19      | 1       |
| نادي بلاكبول         | 1952–53  | دوري كرة القدم الإنجليزي           | 20     | 4      | 7                     | 1                     | 27      | 5       |
| نادي بلاكبول         | 1953–54  | دوري كرة القدم الإنجليزي           | 30     | 2      | 7                     | 0                     | 37      | 2       |
| نادي بلاكبول         | 1954–55  | دوري كرة القدم الإنجليزي           | 34     | 1      | 1                     | 0                     | 35      | 1       |
| نادي بلاكبول         | 1955–56  | دوري كرة القدم الإنجليزي           | 36     | 3      | 1                     | 0                     | 37      | 3       |
| نادي بلاكبول         | 1956–57  | دوري كرة القدم الإنجليزي           | 25     | 2      | 4                     | 0                     | 29      | 2       |
| نادي بلاكبول         | 1957–58  | دوري كرة القدم الإنجليزي           | 28     | 0      | 1                     | 0                     | 29      | 0       |
| نادي بلاكبول         | 1958–59  | دوري كرة القدم الإنجليزي           | 19     | 0      | 6                     | 0                     | 25      | 0       |
| نادي بلاكبول         | 1959–60  | دوري كرة القدم الإنجليزي           | 15     | 0      | 0                     | 0                     | 15      | 0       |
| نادي بلاكبول         | 1960–61  | دوري كرة القدم الإنجليزي           | 27     | 0      | 1                     | 0                     | 28      | 0       |
| نادي بلاكبول         | 1961–62  | دوري كرة القدم الإنجليزي           | 2      | 0      | —                     | —                     | 2       | 0       |
| نادي بلاكبول         | المجموع  | المجموع                            | 379    | 17     | 49                    | 1                     | 428     | 18      |
| ستوك سيتي            | 1961–62  | دوري الدرجة الثانية                | 18     | 2      | 3                     | 1                     | 21      | 3       |
| ستوك سيتي            | 1962–63  | دوري الدرجة الثانية                | 31     | 1      | 0                     | 0                     | 31      | 1       |
| ستوك سيتي            | 1963–64  | دوري كرة القدم الإنجليزي           | 9      | 0      | 4                     | 1                     | 13      | 1       |
| ستوك سيتي            | 1964–65  | دوري كرة القدم الإنجليزي           | 1      | 0      | 0                     | 0                     | 1       | 0       |
| ستوك سيتي            | المجموع  | المجموع                            | 59     | 3      | 7                     | 2                     | 66      | 5       |
| تورونتو سيتي (إعارة) | 1961     | دوري شرق كندا لكرة القدم للمحترفين | 14     | 0      | —                     | —                     | 14      | 0       |
| تورونتو سيتي (إعارة) | 1965     | دوري شرق كندا لكرة القدم للمحترفين | 6      | 0      | —                     | —                     | 6       | 0       |
| تورونتو سيتي (إعارة) | المجموع  | المجموع                            | 20     | 0      | 0                     | 0                     | 20      | 0       |
| الإجمالي             | الإجمالي | الإجمالي                           | 717    | 71     | 86                    | 9                     | 803     | 80      |

### المنتخب الوطني
| الفريق الوطني | عام     | ظهور | أهداف |
| ------------- | ------- | ---- | ----- |
| إنجلترا       | 1934    | 2    | 1     |
| إنجلترا       | 1935    | 1    | 0     |
| إنجلترا       | 1937    | 3    | 4     |
| إنجلترا       | 1938    | 8    | 3     |
| إنجلترا       | 1939    | 3    | 0     |
| إنجلترا       | 1947    | 6    | 1     |
| إنجلترا       | 1948    | 6    | 1     |
| إنجلترا       | 1949    | 1    | 0     |
| إنجلترا       | 1950    | 2    | 0     |
| إنجلترا       | 1951    | 1    | 0     |
| إنجلترا       | 1953    | 3    | 0     |
| إنجلترا       | 1954    | 5    | 0     |
| إنجلترا       | 1955    | 5    | 0     |
| إنجلترا       | 1956    | 5    | 1     |
| إنجلترا       | 1957    | 3    | 0     |
| المجموع       | المجموع | 54   | 11    |

أ.^لُعِبت هذه المباريات الثلاث قبل تعليق كرة القدم التنافسية بسبب اندلاع الحرب العالمية الثانية ولم تُضَمَّن في المجموع.

### الأهداف الدولية
النتائج تسجل حصيلة أهداف إنجلترا أولاً.
| #   | التاريخ        | المكان                                | الخصم            | النتيجة | المسابقة                        | الأهداف |
| --- | -------------- | ------------------------------------- | ---------------- | ------- | ------------------------------- | ------- |
| 1   | 29 سبتمبر 1934 | نينيان بارك، كارديف، ويلز             | ويلز             | 4-0     | 1934–1935 بطولة البيت البريطاني | 1       |
| 2   | 17 نوفمبر 1937 | أيريسوم بارك، ميدلسبره، إنجلترا       | ويلز             | 2-1     | 1937-1938 بطولة البيت البريطاني | 1       |
| 5-3 | 1 ديسمبر 1937  | وايت هارت لين، لندن، إنجلترا          | تشيكوسلوفاكيا    | 5-4     | مباراة ودية                     | 3       |
| 6   | 14 مايو 1938   | الملعب الأولمبي، برلين، ألمانيا       | ألمانيا          | 6-3     | مباراة ودية                     | 1       |
| 7   | 22 أكتوبر 1938 | نينيان بارك، كارديف، ويلز             | ويلز             | 2-4     | 1938-1939 بطولة البيت البريطاني | 1       |
| 8   | 18 نوفمبر 1938 | أولد ترافورد، مانشستر، إنجلترا        | أيرلندا          | 7–0     | 1938-1939 بطولة البيت البريطاني | 1       |
| 9   | 25 مايو 1947   | الملعب الوطني، لشبونة، البرتغال       | البرتغال         | 10–0    | مباراة ودية                     | 1       |
| 10  | 9 أكتوبر 1948  | وندسور بارك، بلفاست، أيرلندا الشمالية | أيرلندا          | 6-2     | 1949-1948 بطولة البيت البريطاني | 1       |
| 11  | 6 أكتوبر 1956  | وندسور بارك، بلفاست، أيرلندا الشمالية | أيرلندا الشمالية | 1–1     | 1956–1957 بطولة البيت البريطاني | 1       |

### الإحصاء الإداري
| الفريق    | من           | إلى          | السجل     | السجل | السجل | السجل | السجل |
| الفريق    | من           | إلى          | المباريات | فوز   | تعادل | خسارة | %     |
| --------- | ------------ | ------------ | --------- | ----- | ----- | ----- | ----- |
| بورت فايل | 31 مايو 1967 | 31 مايو 1968 | 49        | 13    | 15    | 21    | 026٫5 |
| المجموع   | المجموع      | المجموع      | 49        | 13    | 15    | 21    | 026٫5 |

## مرتبة الشرف

### الأندية
ستوك سيتي
- دوري كرة القدم الدرجة الثانية: 1932–33، 1962–63
- كأس ستافوردشاير للكبار: 1933-1934[22]

رينجرز
- كأس غلاسكو الخيرية: 1940-1941[35]

بلاكبول
- دوري كرة القدم الدرجة الأولى
  - الوصيف: 1955–56
- كأس الاتحاد الانجليزي: 1952-53
  - الوصيف: 1947–48، 1950–51
- كأس حرب دوري كرة القدم: 1942-1943[162]

### دولي
إنجلترا
- بطولة البيت البريطاني: 1935،[أ] 1938، 1939،[أ] 1947، 1948، 1954، 1955، 1956،[أ] 1957

### مدير
هيبرنيانز
- كأس الاتحاد المالطي: 1970–71[163]
- كأس الاستقلال: 1970–71[163]
- كأس أبناء مالطا: 1970–71[163]

### فردية
- جائزة أفضل لاعب في إنجلترا من اتحاد كتاب كرة القدم: 1948، 1963
- جائزة الكرة الذهبية: 1956
- جائزة الاستحقاق من اتحاد لاعبي كرة القدم المحترفين: 1987
- جائزة التكريم من اتحاد كتاب كرة القدم: 1995
- 100 أسطورة في الدوري: 1998
- قاعة مشاهير كرة القدم الإنجليزية: 2002
- رابطة اللاعبين المحترفين للقرن (1907-1976): 2007[164]
- الاتحاد الدولي لتاريخ وإحصاءات كرة القدم[165]

### الأوسمة
- رتبة الإمبراطورية البريطانية: 1957
- فارس: 1965

## الحياة الشخصية
في صيف عام 1934، تزوج ماثيوس من بيتي فالانس، ابنة مدرب ستوك سيتي جيمي فالانس، الذي التقى به لأول مرة في عيد ميلاده الخامس عشر في عام 1930 في أول يوم له كصبي مكتب في فيكتوريا جراوند. كان للزوجين طفلان معًا: جان (من مواليد 1 يناير 1939) وستانلي جونيور (من مواليد 20 نوفمبر 1945)، وأصبحا لاعب تنس تحت وصاية جون باريت. أصبح بطل ويمبلدون للأولاد في عام 1962، مما جعله آخر لاعب إنجليزي يفعل ذلك. لم يترجم نجاحه أبدًا إلى لعبة الكبار، وانتقل بدلاً من ذلك إلى الولايات المتحدة لإدارة نادي فور سيزونز للراكيت في ويلتون، كونيتيكت. تزوجت جين من روبرت جوف، الذي التقت به في نادي التنس. في عام 1965، أصبح ماثيوس جدًا بعد أن أنجبت جين ابنًا، ماثيو جوف. سيكون لديها طفلان آخران - ابنتان سامانثا وأماندا. جعل غوف ماثيوس جدًا كبيرًا في عام 1999 عندما أنجب هو وزوجته ابنًا، كاميرون. كان لدى ماثيوس ستة من أبناء الأحفاد الآخرين.
في عام 1967، أثناء قيامه بجولة في تشيكوسلوفاكيا مع بورت فايل، التقى ماثيوس بميلا البالغة من العمر 44 عامًا، والتي كانت مترجمة المجموعة لهذه الرحلة. كان ماثيوس لا يزال متزوجًا من بيتي، ولكن نظرًا لاقتناعه بأنه وجد الحب الحقيقي لحياته في ميلا، فقد انفصل هو وبيتي. أمضى هو وميلا السنوات التالية في العيش في أوقات مختلفة في مالطا (على وجه التحديد مرسى شلوق)، جنوب إفريقيا وتورنتو. كما سافروا على نطاق واسع كما أُملِيت وظائف ماثيوس التدريبية وظهور الضيوف. بعد وفاة ميلا في 5 مايو 1999 عن عمر يناهز 76 عامًا، وفقًا لما قاله ليس سكوت (الذي ساعد ماثيوس في كتابة سيرته الذاتية)، «لم يكن ماثيوس أبدًا نفس الشخص».

## التقاعد والوفاة

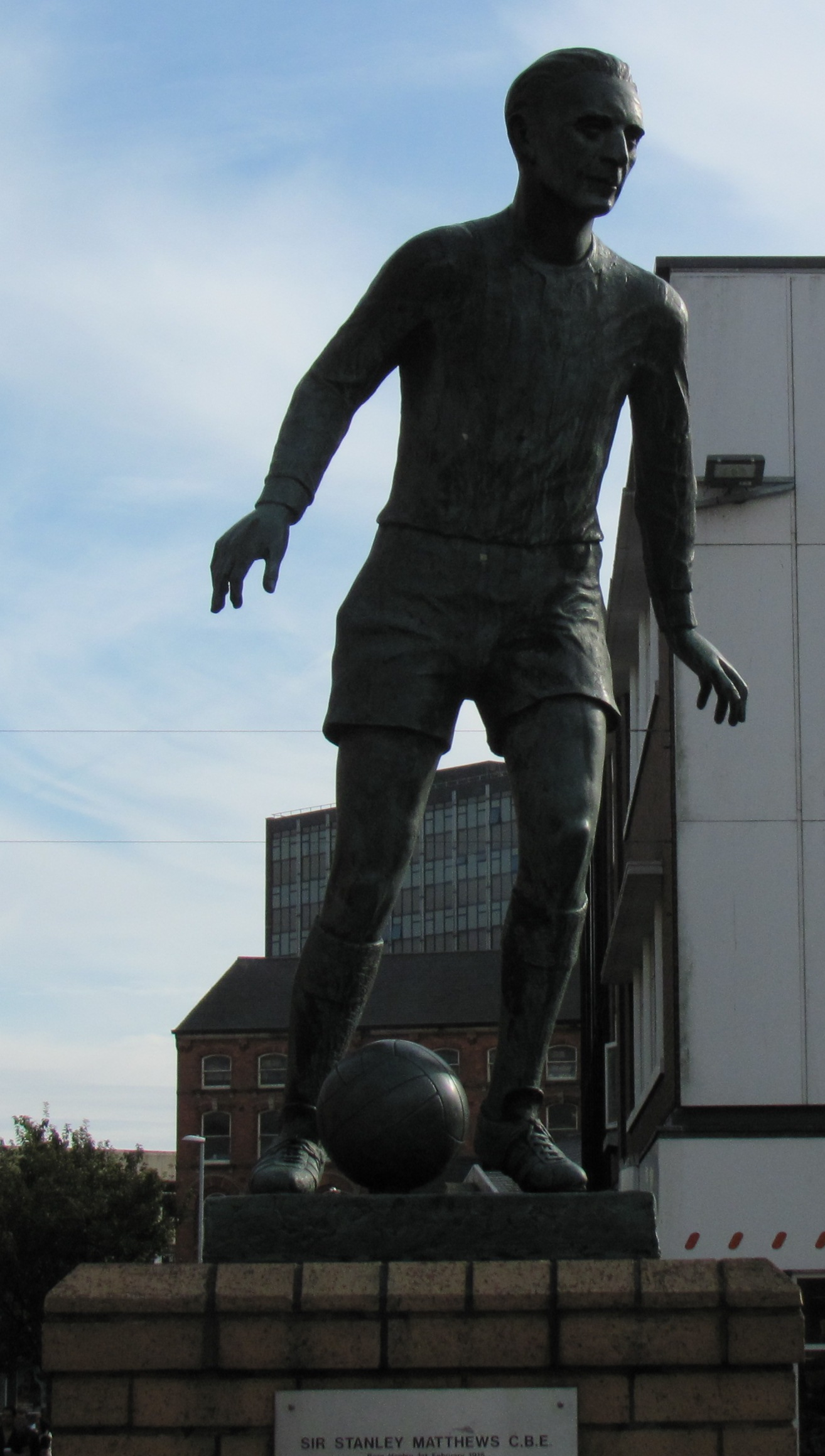
تمثال ماثيوس في وسط مدينة هانلي

عاد ماثيوس إلى ستوك أون ترينت مع زوجته ميلا في عام 1989 بعد جولة حول العالم لغرض التدريب في أستراليا والولايات المتحدة وكندا وإفريقيا. على وجه التحديد، انتقل إلى مبنى في بلدة بنكهول [الإنجليزية] وهو مبنى مدرج كان مسقط رأس السير أوليفر لودج. شغل لاحقًا منصب رئيس ستوك سيتي والنائب الفخري لرئيس نادي بلاكبول.
توفي ماثيوس في 23 فبراير 2000، عن عمر يناهز 85 عامًا، بعد مرضه في أثناء إجازته في تنريفي. ماتت زوجته ميلا في العام السابق. كان تكرارًا لمرض عانى منه أول مرة في عام 1997. أُعلن عن وفاته عبر الراديو قبيل بدء مباراة ودية بين إنجلترا والأرجنتين. أُحرقت جثته بعد مراسم جنازة في ستوك في 3 مارس 2000. حضر جنازته العديد من زملائه لاعبي كرة القدم، مثل بوبي تشارلتون وجاك تشارلتون وجوردون بانكس ونات لوفتهاوس وتوم فيني. دفن رماده تحت الدائرة المركزية لملعب بريتانيا بمدينة ستوك سيتي، والذي افتتحه رسميًا في أغسطس 1997. بعد وفاته، اصطف أكثر من 100000 شخص في شوارع ستوك أون ترينت للإشادة. وبينما كان الموكب يشق طريقه على طول الطريق البالغ طوله 12 ميلاً، قام الموظفون بإسقاط الأدوات ووقف تلاميذ المدارس بلا حراك ليشهدوا وفاته.
بعد وفاته، أشاد به العشرات من أساطير كرة القدم، وتحتوي خاتمة سيرته الذاتية على عدة صفحات من الاقتباسات. قال بيليه إنه «الرجل الذي علمنا الطريقة التي يجب أن نلعب بها» وأضاف بريان كلوف أنه «كان رجلًا نبيلًا ولن نرى مثله مرة أخرى». قال حراس المرمى الإنجليزي جوردون بانكس: «لا أعتقد أن أي شخص منذ ذلك الحين كان له اسم مرادف له في كرة القدم في إنجلترا»، بينما علق المدافع الألماني بيرتي فوجتس الفائز بكأس العالم قائلاً «ليس فقط في إنجلترا حيث يوجد فإن اسمه معروف. في جميع أنحاء العالم، يُنظر إليه على أنه عبقري كرة قدم حقيقي».

### الميراث
دخل ستانلي ماثيوس في قاعة مشاهير الرياضة بأونتاريو عام 1995. ودخل أيضا قاعة مشاهير كرة القدم الإنجليزية في عام 2002 تقديراً لمواهبه. وصوّت الاتحاد الدولي لتاريخ وإحصاءات كرة القدم على أنه اللاعب الحادي عشر الأعظم في القرن العشرين. بينما وضعت مجلة وورلد سوكر ماثيوس في المركز السابع عشر في «قائمة أعظم 100 لاعب في القرن العشرين» الصادرة عن المجلة. وأُدخل في قاعة مشاهير نادي بلاكبول في بلومفيلد رود عندما افتتحها جيمي أرمفيلد رسميًا في أبريل 2006. صوت مشجعو بلاكبول في جميع أنحاء العالم على أبطالهم في جميع الأوقات. يكون اختيار خمسة لاعبين من كل عقد؛ وكان اختيار ماثيوس من عقد الخمسينات من القرن العشرين. سُمِّيَ الجانب الشرقي على طريق بلاكبول على شرفه. كما اُختِيرَ في قاعة مشاهير ستوك أون ترينت عندما افتُتِحت في يناير 2011. يوجد تمثال لماثيوس خارج ملعب بريتانيا في ستوك سيتي وآخر في وسط هانلي. يقرأ التفاني على الأول: «اسمه رمزي لجمال اللعبة، وشهرته الخالدة والعالمية، وروحه الرياضية وتواضعه المشهود عالميًا. لاعب ساحر، من الشعب، من أجل الشعب».
يحتفظ المتحف الوطني لكرة القدم بمجموعة ستانلي ماثيوس. وقد بِيعت الأحذية التي ارتداها ماثيوس في نهائي كأس الاتحاد الإنجليزي عام 1953 في مزاد في بونهامز في تشيستر في فبراير 2010 مقابل 38400 جنيه إسترليني، لمشتري لم يكشف عنه. غيّر نادي كرة القدم السيراليوني (مايثي بلاكبول)، ومقره العاصمة فريتاون اسمه من سوكرو يونايتد في عام 1954 بسبب إعجابه بماثيوس. وتوجد مدرسة ثانوية في بلورتون، ستوك أون ترينت، سميت باسمه.
كما أُنتِجَ فيلم وثائقي عن حياة ماثيوس في عام 2017، بعنوان (ماثيوس) وكان ابنه ستانلي جونيور المنتج التنفيذي.
صدر كتاب السيرة الذاتية لماثيوس (بالإنجليزية: The Way It Was)‏ في عام 2000 عن دار نشر هيدلاين (بالإنجليزية: Headline)‏. الكتاب مخصص لزوجته ميلا التي توفيت قبل عام من نشره. تعاون ماثيوس، الذي كان يبلغ من العمر آنذاك 84 عامًا، مع صديقه ليس سكوت في تأليف الكتاب على مدار 18 شهرًا بشكل يومي تقريبًا. كتب سكوت في الخاتمة: «ستان، كما كان طوال حياته، كان مبكرًا في النهوض». «انتهى تعاوننا بحلول الساعة الحادية عشرة صباحًا، وحدث دون توقف في عرينه. لقد أحب العمل على كتابه، وبعد أن تركته، كان يعطي جلسة الصباح مزيدًا من التفكير التطبيقي - في كثير من الأحيان لا يُحدّق بي في المنزل لتقديم أفكار أو حكايات إضافية».
كتب ماثيوس أيضًا سيرة ذاتية سابقة بعنوان «الأقدام أولاً» (بالإنجليزية: Feet First)‏ نُشِرت في عام 1948.

## روابط خارجية
ستانلي ماثيوس على موقع الاتحاد الدولي (مؤرشف)  (الإنجليزية)
- ستانلي ماثيوس على موقع قاعدة بيانات كرة القدم.إي يو (الإنجليزية)
- ستانلي ماثيوس على موقع ليكيب (الفرنسية)
- ستانلي ماثيوس على موقع ناشيونال فوتبول تيمز (الإنجليزية)
- ستانلي ماثيوس على موقع Soccerbase.com (لاعب) (الإنجليزية)
- ستانلي ماثيوس على موقع Soccerbase.com (مدرب) (الإنجليزية)
- ستانلي ماثيوس على موقع عالم كرة القدم.نت (الإنجليزية)
- ستانلي ماثيوس على موقع قاعة أونتاريو للمشاهير الرياضية (مؤرشف) (الإنجليزية)